# Ola Simonsson (ishockeymålvakt)
Ola Simonsson, född 1964, är en svensk före detta professionell ishockeymålvakt.
Ola har bl.a. medverkat i Luleå HF:s trupp, mellan åren 1982-1984 i Division 1.